# 李逢
李逢（1496年—？），字邦吉，號約斋，江西承宣布政使司南昌府豐城縣（今江西省豐城市）人，明朝政治人物。南京兵部尚书李遂之兄。

## 生平
正德十一年（1516年）丙子科江西鄉試第三十三名舉人。嘉靖八年（1529年）中式己丑科會試第六十八名，登第三甲第十六名進士。初授绍兴府推官，十二年十二月选授兵科給事中，条陈库藏四事，十五年三月升本科右，五月升工科左，侍郎劉源清下吏议，李逢竭力疏救。丁忧归。服阕，十七年十二月復除户科左給事中，十八年因反對世宗南巡，下詔獄，謫永福典史，升德安府同知，終德安府知府。

## 家族
曾祖李瓛，曾任四川按察司副使；祖父李與鎬；父李萬平，母劉氏。重庆下。兄李选，太学生；弟李远，河東盐运司知事；李遂，行人司行人。